# Commelina huillensis
Commelina huillensis är en himmelsblomsväxtart som beskrevs av Friedrich Welwitsch och Charles Baron Clarke. Commelina huillensis ingår i släktet himmelsblommor, och familjen himmelsblomsväxter. Inga underarter finns listade.